# 龍城鳥屬
龍城鳥（學名：Longchengornis）是一種真反鳥類。它們生存於白堊紀早期，其化石是在中國遼寧九佛堂組發現。属名“龙城”是朝阳市之古称；种名“三燕”即古时的前燕、后燕和北燕，三燕之都为龙城。 有部分研究人员认为，其模式种三燕龙城鸟是燕都华夏鸟的异名。

## 下属物种
本属包括以下物种：
- 三燕龍城鳥 Longchengornis sanyanensis Hou, 1997